# Lie Lie Lie
Lie Lie Lie je singl z alba Elect the Dead od Serje Tankiana, zpěváka ze skupiny System of a Down. K písni byl natočen videoklip režisérkou Marthou Colburn. Na písní se podílela operní zpěvačka Ani Maldjian, zpívá části "la la la la la la la la lie lie lie" se Serjem. Píseň zazněla v úvodním intru Fear Itself od NBC.
Délka skladby je 3:34.